# St. Peter in der Au
St. Peter in der Au (auch Sankt Peter in der Au) ist eine Marktgemeinde mit 5131 Einwohnern (Stand 1. Jänner 2024) im Bezirk Amstetten in Niederösterreich.

## Geografie
St. Peter in der Au liegt geografisch gesehen im westlichen Teil des Mostviertels im politischen Bezirk Amstetten.
Das Areal der Großgemeinde St. Peter in der Au umfasst seit der großen Gemeindereform am 1. Jänner 1971 eine Fläche von 59,94 km² mit 5.131 Einwohnern und 1.071 Häusern, etwa 21 Prozent der Fläche ist bewaldet.

### Gemeindegliederung
Das Gemeindegebiet umfasst sechs Katastralgemeinden und gliedert sich in sechs Ortschaften (in Klammern: Fläche Stand 31. Dezember 2023 bzw. Einwohnerzahl Stand 1. Jänner 2024):
- Hohenreith (624,13 ha; 166 Ew.) samt Grift
- Kirnberg (1.423,16 ha); Kürnberg (861 Ew.) samt Kleinraming und Kürnberg-Zerstreute Häuser
- St. Johann in Engstetten (741,77 ha); Sankt Johann in Engstetten (549 Ew.) samt Dehendorf, Gruber, Hausleiten, Hochhof, Kaltenmarkt, Schadau, Schönbuch und Unterschadau
- St. Michael am Bruckbach (1.083,05 ha); Sankt Michael am Bruckbach (816 Ew.) samt St. Michael am Bruckbach-Siedlung
- St. Peter in der Au Dorf (1.957,21 ha); Sankt Peter in der Au-Dorf (734 Ew.) samt Bahnhof, Hörtlhof, Inzinghofsiedlung und Wiesenbach
- St. Peter in der Au Markt (164,53 ha); Sankt Peter in der Au-Markt (2.005 Ew.)

### Nachbargemeinden
| Behamberg und Haidershofen                  | Weistrach und Haag                          | Wolfsbach     |
| St. Ulrich bei Steyr Bezirk Steyr-Land (OÖ) | Kompassrose, die auf Nachbargemeinden zeigt | Seitenstetten |
|                                             | Maria Neustift Bezirk Steyr-Land (OÖ)       | Ertl          |

## Geschichte
Im Altertum war das Gebiet Teil der Provinz Noricum. St. Peter wurde von Egino von Owe im 12. Jahrhundert gegründet. Die Gemeinde war ehemals Sitz eines ausgedehnten Herrschaftsgebietes und ist seit rund 750 Jahren Markt. Sie zählt zu den Herz des Mostviertels-Gemeinden.
1918 bestand durch die Initiative des Bürgermeisters von Steyr der Plan für den Bau einer normalspurigen Bahn St. Peter–Steyr–Bad Hall, jedoch wurde vom k.k. Eisenbahnministerium der Antrag auf eine Vorkonzession abschlägig beschieden.
Im Kreisaltersheim St. Peter in der Au wurden in der Zeit des Nationalsozialismus Krankenmorde durchgeführt.
In der Nacht vom 24. zum 25. Oktober 1947 wurden in einem Bauernhaus in St. Peter elf Menschen aus zwei Familien ermordet, die Täter wurden nie gefasst. Laut Gemeindechronik gilt die Tat als Österreichs größter ungeklärter Mordfall.

### Religion
Die Gemeinde ist überwiegend römisch-katholisch. Die Pfarre St. Peter in der Au umfasst Markt und Dorf.

### Bevölkerungsentwicklung
Von 1981 bis 2001 waren Geburtenbilanz und Wanderungsbilanz positiv. Danach wurde die Geburtenbilanz negativ, was aber eine steigende Zuwanderung bis 2021 ausgleichen konnte.
| St. Peter in der Au: Einwohnerzahlen von 1869 bis 2024 | St. Peter in der Au: Einwohnerzahlen von 1869 bis 2024 | St. Peter in der Au: Einwohnerzahlen von 1869 bis 2024 | St. Peter in der Au: Einwohnerzahlen von 1869 bis 2024 | St. Peter in der Au: Einwohnerzahlen von 1869 bis 2024 |
| ------------------------------------------------------ | ------------------------------------------------------ | ------------------------------------------------------ | ------------------------------------------------------ | ------------------------------------------------------ |
| Jahr                                                   |                                                        |                                                        |                                                        | Einwohner                                              |
| 1869                                                   | 1869                                                   |                                                        | 3.205                                                  | 3.205                                                  |
| 1880                                                   | 1880                                                   |                                                        | 3.393                                                  | 3.393                                                  |
| 1890                                                   | 1890                                                   |                                                        | 3.480                                                  | 3.480                                                  |
| 1900                                                   | 1900                                                   |                                                        | 3.652                                                  | 3.652                                                  |
| 1910                                                   | 1910                                                   |                                                        | 3.731                                                  | 3.731                                                  |
| 1923                                                   | 1923                                                   |                                                        | 3.883                                                  | 3.883                                                  |
| 1934                                                   | 1934                                                   |                                                        | 3.908                                                  | 3.908                                                  |
| 1939                                                   | 1939                                                   |                                                        | 3.979                                                  | 3.979                                                  |
| 1951                                                   | 1951                                                   |                                                        | 4.032                                                  | 4.032                                                  |
| 1961                                                   | 1961                                                   |                                                        | 3.980                                                  | 3.980                                                  |
| 1971                                                   | 1971                                                   |                                                        | 4.267                                                  | 4.267                                                  |
| 1981                                                   | 1981                                                   |                                                        | 4.288                                                  | 4.288                                                  |
| 1991                                                   | 1991                                                   |                                                        | 4.491                                                  | 4.491                                                  |
| 2001                                                   | 2001                                                   |                                                        | 4.836                                                  | 4.836                                                  |
| 2011                                                   | 2011                                                   |                                                        | 5.023                                                  | 5.023                                                  |
| 2021                                                   | 2021                                                   |                                                        | 5.189                                                  | 5.189                                                  |
| 2024                                                   | 2024                                                   |                                                        | 5.131                                                  | 5.131                                                  |
| Quelle(n): Statistik Austria, Gebietsstand 1.1.2021    |                                                        |                                                        |                                                        |                                                        |

## Kultur und Sehenswürdigkeiten

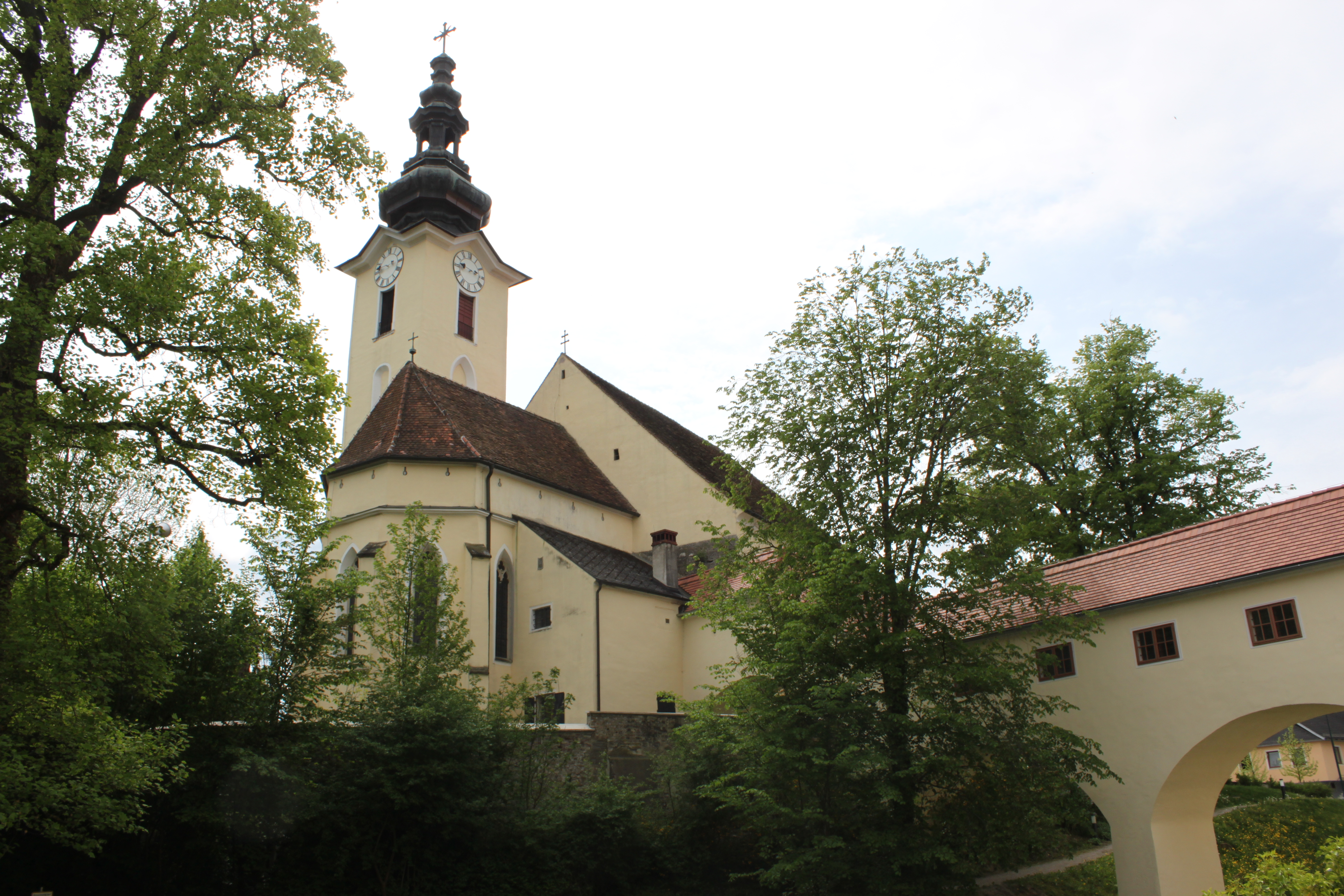
Pfarrkirche St. Peter in der Au
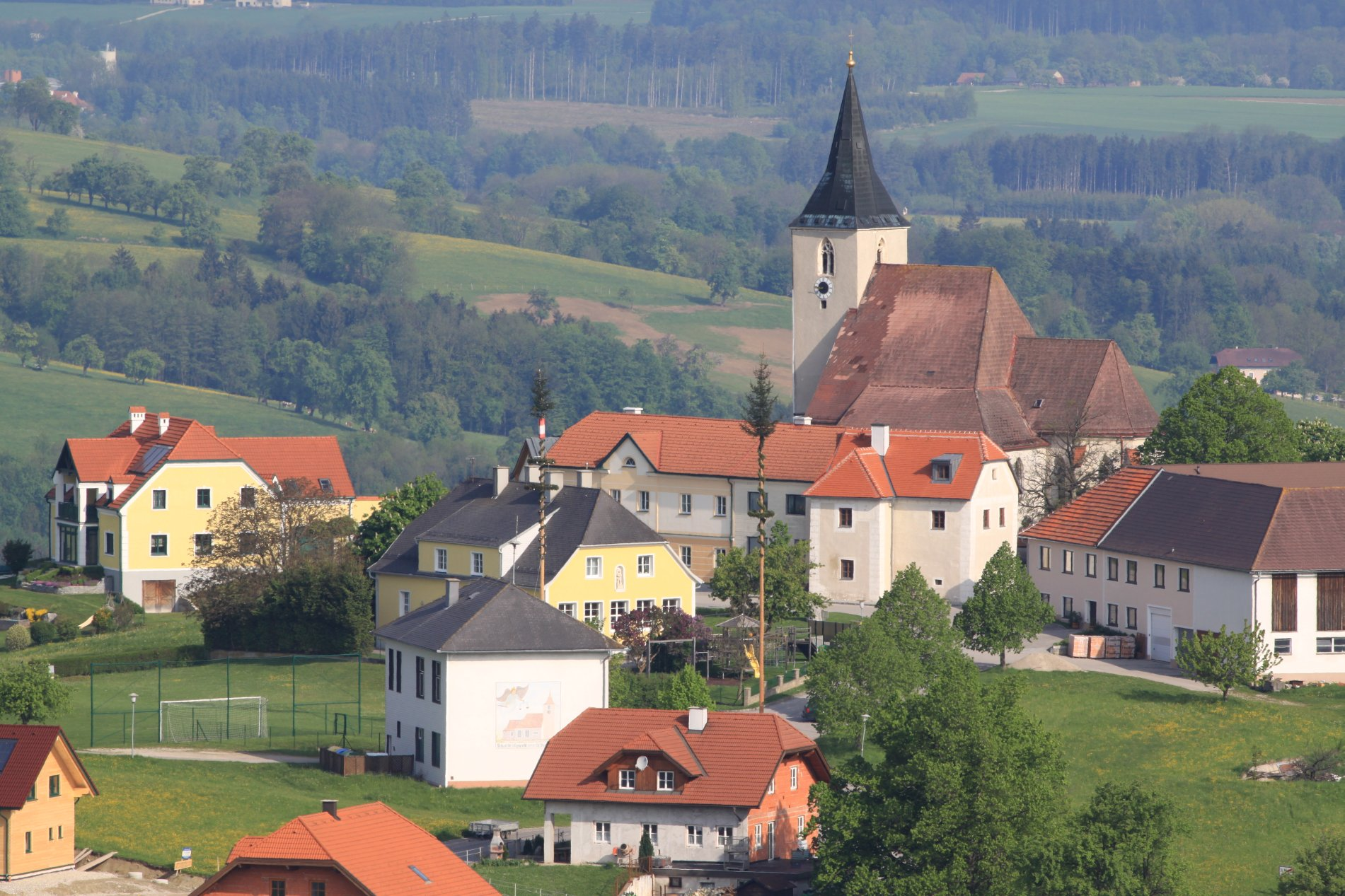
Pfarrkirche St. Michael am Bruckbach
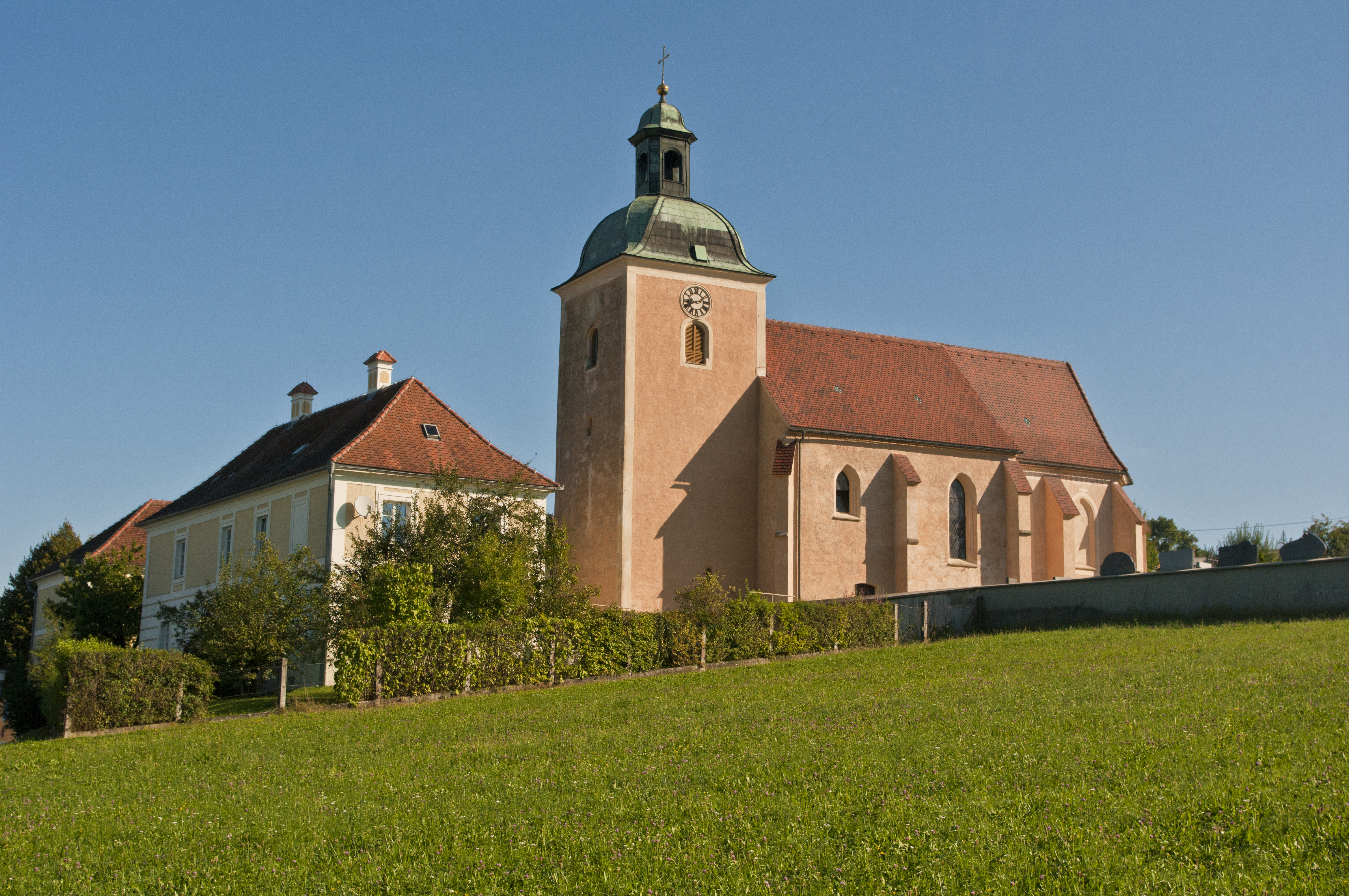
Pfarrkirche Engstetten
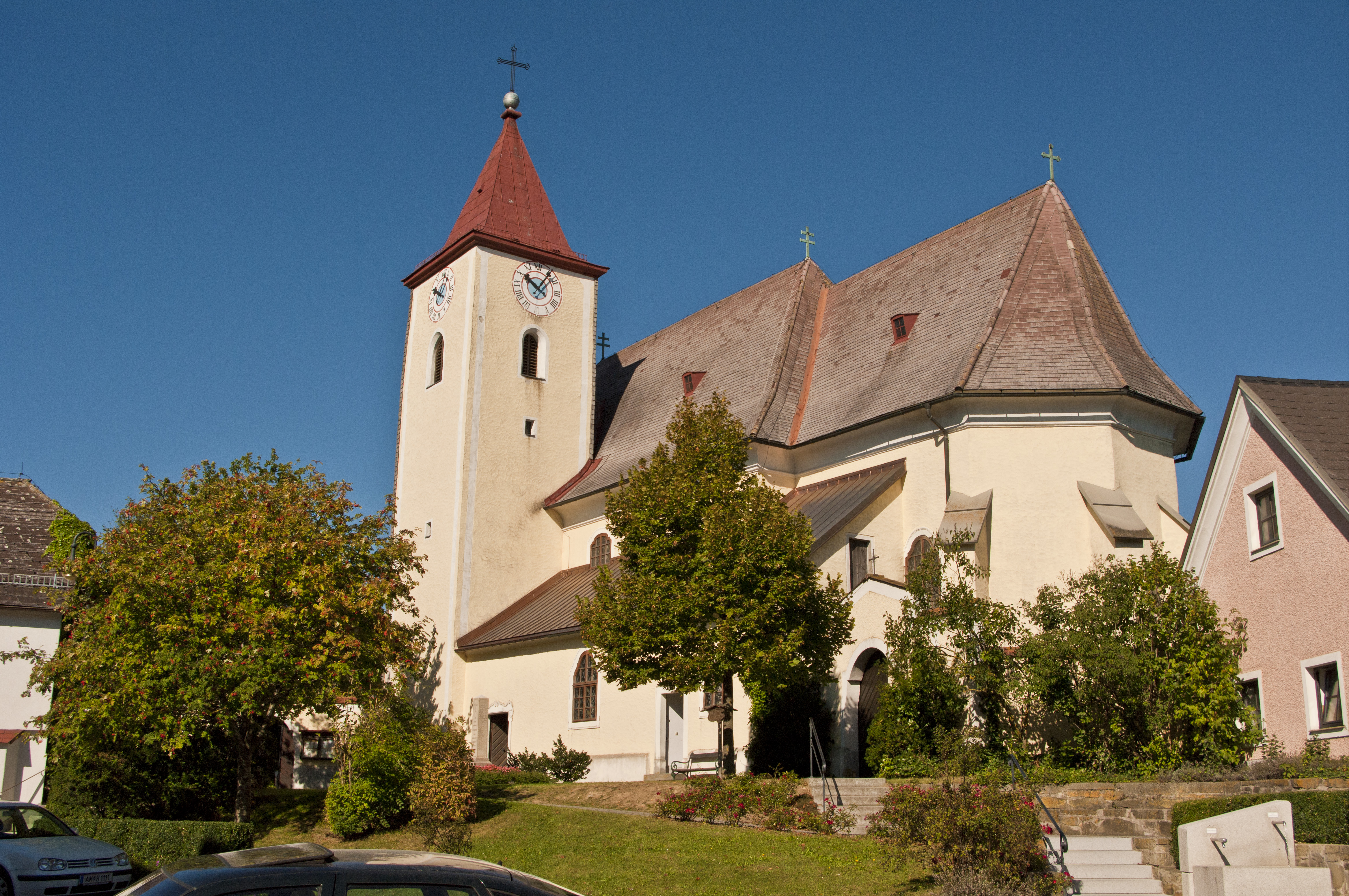
Pfarrkirche Kürnberg

- Schloss St. Peter in der Au:

Das Schloss wird heute als Gemeindeamt und Museum genutzt.
- Katholische Pfarrkirche St. Peter in der Au Hll. Peter und Paul:

Die spätgotische Wehrkirche ist mit einer Wehrgangsbrücke mit dem Schloss St. Peter in der Au verbunden.
- Katholische Pfarrkirche St. Michael am Bruckbach Mariä Flucht
- Katholische Pfarrkirche Engstetten hl. Johannes der Täufer
- Katholische Pfarrkirche Kürnberg hl. Jakobus der Ältere
- Carl-Zeller-Museum:

Das Museum im Schloss St. Peter in der Au bietet einen vollständigen Überblick über Leben und Werk des in St. Peter in der Au geborenen Operettenkomponisten Carl Zeller
- Elisabethwarte in Kürnberg
- St. Peter in der Au ist der Geburtsort des Komponisten Carl Zeller, der mit seiner Operette Der Vogelhändler in den 1890er Jahren im deutschsprachigen Raum Ruhm erlangte. Musiktradition wird auch heute gepflegt, mit regelmäßigen Veranstaltungen in der Carl-Zeller-Halle und im Schloss. Im Juli 2005 wurde das 130-jährige Jubiläum des Musikvereins gefeiert.
- 2007 fand – gemeinsam mit Waidhofen an der Ybbs sowie Ybbs – in St. Peter in der Au die niederösterreichische Landesausstellung Feuer & Erde statt.[9]

## Wirtschaft und Infrastruktur
Im Jahr 2001 gab es 160 nichtlandwirtschaftliche Arbeitsstätten, nach der Erhebung 1999 gab es 286 land- und forstwirtschaftliche Betriebe. Bei der Volkszählung 2001 betrug die Zahl der Erwerbstätigen am Wohnort 2.192, die Erwerbsquote lag 2001 bei 47 Prozent, im Jahresdurchschnitt 2003 gab es am Ort 23 Arbeitslose.

### Unternehmen
- Steyr Mannlicher in Ramingtal/Kürnberg

### Öffentliche Einrichtungen
In der Gemeinde gibt es zwei Volksschulen und zwei Mittelschulen.

### Sport
Der UFC St. Peter/Au wurde 1946 gegründet. Der Verein bestreitet seine Heimspiele am 2018 grundrenovierten Sportplatz in St. Peter in der Au. Zum Verein USC Seitenstetten aus der östlichen Nachbargemeinde besteht seit jeher eine Rivalität, bei diesen Spielen pilgern selbst bei unterklassigen Spielen rund tausend Zuseher auf die örtlichen Sportplätze. Der Fußballclub belegte in der Saison 2018/19 den 15. Platz und stieg damit in die 2. Landesliga West ab.

## Politik

### Gemeinderat
Der Gemeinderat hat 29 Mitglieder.
- Nach den Gemeinderatswahlen in Niederösterreich 1990 hatte der Gemeinderat folgende Verteilung: 20 ÖVP und 5 SPÖ.
- Nach den Gemeinderatswahlen in Niederösterreich 1995 hatte der Gemeinderat folgende Verteilung: 19 ÖVP, 4 SPÖ und 2 FPÖ.[11]
- Nach den Gemeinderatswahlen in Niederösterreich 2000 hatte der Gemeinderat folgende Verteilung: 10 ÖVP, 3 SPÖ und 2 FPÖ.[12]
- Nach den Gemeinderatswahlen in Niederösterreich 2005 hatte der Gemeinderat folgende Verteilung: 21 ÖVP und 4 SPÖ.[13]
- Nach den Gemeinderatswahlen in Niederösterreich 2010 hatte der Gemeinderat folgende Verteilung: 21 ÖVP und 4 SPÖ.[14]
- Nach den Gemeinderatswahlen in Niederösterreich 2015 hatte der Gemeinderat folgende Verteilung: 20 ÖVP, 6 SPÖ und 3 FPÖ.[15]
- Nach den Gemeinderatswahlen in Niederösterreich 2020 hatte der Gemeinderat folgende Verteilung: 21 ÖVP, 5 SPÖ und 3 FPÖ.[16]
- Nach den Gemeinderatswahlen in Niederösterreich 2025 hat der Gemeinderat folgende Verteilung: 19 ÖVP, 5 FPÖ, 3 GRÜNE und 2 SPÖ.[17]

### Bürgermeister
- 1997–2009 Johann Heuras (ÖVP)
- 2009–2015 Gerhard Wieser (ÖVP)[18]
- seit 2015 Johannes Heuras (ÖVP)[19]

### Wappen
| Wappen von St. Peter in der Au | Blasonierung: „In Rot ein aufrechter silberner Schlüssel mit linksgewendetem Bart und viereckigem Griff.“ |
| Wappen von St. Peter in der Au | |

## Persönlichkeiten
Söhne und Töchter der Gemeinde
- Franz Oberleitner (* 26. April 1829; † 12. Februar 1897 in Ort bei Gmunden), Pfarrer, Botaniker und Archäologe
- Johannes Landlinger (* 24. April 1892; † 13./14. Oktober 1970), römisch-katholischer Prälat
- Carl Zeller (* 19. Juni 1842; † 17. August 1898 in Baden bei Wien), Operettenkomponist und Ministerialrat im k.k. Ministerium für Cultus und Unterricht
- Leo Schwingenschuß (* 23. Februar 1878; † 25. Februar 1954 in Wien), Lepidopterologe
- Kunibert Zinner (* 3. Juni 1906 in Kirchberg am Wechsel; † 24. Dezember 1990), Akademischer Bildhauer und Komponist und NS-Funktionär
- Friedrich Platzer (* 7. Mai 1928; † 27. Juni 1975), Politiker
- Ernst K. Zinner (* 30. Jänner 1937 in Steyr, Österreich; † 30. Juli 2015 in St. Louis, USA) war ein österreichischer Astrophysiker.
- Lois Lammerhuber (* 1952 in St. Peter), Fotograf und Verleger, verantwortlich für die österreichische Ausgabe von Geo
- Leopold Kogler (* 1952), Maler, Grafiker und Kunstpädagoge
- Johann Heuras (* 8. Oktober 1957 in Amstetten) ist ein österreichischer Politiker (ÖVP) und ehemaliger Lehrer. Seit 2015 ist er Bildungsdirektor für Niederösterreich (seit 2018; früher Landesschulrat).
- Sonja Ramskogler (* 7. Februar 1969 in Wien) ist eine österreichische Politikerin (SPÖ). Sie war von 2001 bis 2015 Abgeordnete zum Landtag und Mitglied des Wiener Gemeinderats.